# 赵成昆
赵成昆（？—），男，中华人民共和国政治人物，曾任国家核安全局局长、中国核能行业协会副理事长。